# Линь Чэншэн
Линь Чэншэн (кит. трад. 林正盛, пиньинь Lin Zheng Sheng, род. 31 марта 1959, Тайдун, Тайвань) — тайваньский кинорежиссёр, сценарист и актёр. Обладатель «Серебряного медведя» за «Лучшую режиссуру» на 51-м Берлинском кинофестивале за фильм «Бетельная красавица» (2001).

## Биография

### Ранние годы
Линь Чэншэн родился 31 марта 1959 года в Тайдуне, Тайвань. После окончания средней школы его отец рассчитывал, что сын пойдёт в профессиональное училище, чтобы ему было легче найти работу, однако тот хотел идти в старшую школу, а затем в университет. На этой почве они поссорились. Линь Чэншэн в итоге не пошёл ни туда, ни туда, а ушёл из дома. В Тайбэе он устроился по объявлению на работу в пекарню. После армии не хотел возвращаться туда, но не смог найти другую работу. Начал опасаться, что будет вынужден провести всю жизнь рядом с духовкой. Периодически уходил с работы, но когда заканчивались деньги снова возвращался. Обращался за деньгами к отцу, а когда отец перестал давать деньги, начал у него воровать. После того как сын украл банковскую книжку и снял с неё деньги, подделав подпись, отец заявил на него в полицию. Линь Чэншэн был вынужден четыре месяца провести в тюрьме. Однажды он обратил внимание на объявление на кинотеатре о наборе на режиссёрские и сценарные курсы. Ушёл снова с работы и записался на эти занятия. В общей сложности на тот момент он проработал в пекарне порядка 13 лет.

### Карьера
На курсах Линь Чэншэн познакомился с Ко Шуцзин, своей будущей женой. Упоминал в интервью, что поначалу самой сложной частью занятий было не уснуть во время фильмов режиссёров типа Федерико Феллини. Большое впечатление на него произвёл фильм «Токийская повесть» (1953). Фильм заставил его пересмотреть свои отношения с отцом. Начал писать сценарии. Три года подряд безуспешно отправлял свои работы на конкурс сценариев в надежде получить грант на съёмку полнометражного фильма. Жил с женой на ферме в горах. Тогда же они купили камеру и начали снимать документальные фильмы о жизни фермеров. Эти фильмы неоднократно отмечались на конкурсе China Times Express. В 1993 году короткометражный художественный фильм Линь Чэншэня победил на одном из конкурсов и тот получил грант на создание полнометражного фильма. Свой первый полнометражный фильм «Кочевая жизнь» Линь Чэншэн выпустил в 1996 году. В этом фильме шла речь о молодом отце, который после смерти жены оставил своих маленьких детей с бабушкой, а сам отправился в путь с места на место, подрабатывая на стройках. Фильм был основан на воспоминаниях режиссёра о своём детстве и фантазиях о матери, которая умерла молодой. Фильм получил серебряный приз на Токийском кинофестивале.
В середине 1990-х годов Линь Чэншэн некоторое время примерял на себя актёрскую профессию. В фильме «Тропическая рыбка» (1995) он играл туповатого деревенского похитителя. В фильме «Будда, благослови Америку» (1996), действие которого разворачивается на Тайване в 1960-х годах, он играет единственного грамотного в деревне человека, который оказывается в эпицентре конфликта местных жителей и американских военных, которые проводят здесь военные учения. В фильме «Твоё и моё» (1997) он играет мужчину, который сомневается в своих сексуальных способностях. Линь Чэншэн упоминал в интервью, что никогда не считал актёрство своим призванием, а в этих фильмах просто играл самого себя.
В 1997 году Линь Чэншэн выпустил фильм «Шёпот юности». В фильме были показаны неоднозначные отношения между двумя молодыми девушками, работающими в кассе кинотеатра. Две ведущие актрисы, Рене Лю и Джин Тсенг, разделили между собой награду за «Лучшую женскую роль» на Токийском кинофестивале. В следующем фильме «Сладкое вырождение» (1997) речь шла о романтических отношениях между братом и сестрой. Фильм попал в основную программу 48-го Берлинского кинофестиваля. В фильме «Марш счастья» 1999 года история любви была показана на фоне японской оккупации, а затем и «Резни 228». Фильм отправляли на «Оскар» от Тайваня в номинации «Лучший фильм на иностранном языке», но в итоговый шорт-лист он не вошёл.
В 2001 году «Бетельная красавица» получила «Серебряного медведя» на 51-м Берлинском кинофестивале за «Лучшую режиссуру», что стало пиком карьеры Линь Чэншэня. В этом фильме бетельная красавица и её друг пытались выжить на улицах Тайбэя. В 2003 году выпустил фильм «Робинзон Крузо». Главный герой фильма был очень одинок, несмотря на успешную карьеру и достаток. В какой-то момент его мечтой стала покупка собственного острова. В 2005 году выпустил фильм «Луна тоже восходит». Фильм получил приз за «Лучший сценарий» на Азиатско-Тихоокеанском кинофестивале и приз за «Лучший адаптированный сценарий» на тайваньской премии «Золотая лошадь». Фильм был снят на основе произведения писательницы Ли Ан.
В 2013 году Линь Чэншэн выпустил фильм «27 градусов по Цельсию». По сюжету фильма парень из бедной семьи, чтобы прокормить маму, отправляется из провинции в Тайбэй, где становится пекарем. По мере роста своих навыков он отправляется в Париж на Чемпионат мира по выпечке. Параллельно Линь Чэншэн продолжал снимать и документальные фильмы. Например, он выпустил несколько фильмов об аутизме: «Мерцайте, мерцайте, маленькие звёздочки» (2010) и «Среди нас» (2021). В 2023 году вышел фильм «Свободные ритмы: Музыкальное путешествие Чэнь Минчжана» о фолк-певце Чэнь Минчжане.

## Фильмография

### Режиссёр
- 1996 — Кочевая жизнь / A Drifting Life / 春花夢露
- 1997 — Шёпот юности / Murmur of Youth / 美麗在唱歌
- 1997 — Сладкое вырождение[англ.] / Sweet Degeneration / 放浪
- 1999 — Марш счастья[англ.] / March of Happiness / 天馬茶房
- 2001 — Бетельная красавица[англ.] / Betelnut Beauty / 愛你愛我
- 2003 — Робинзон Крузо[кит.] / Robinson’s Crusoe / 魯賓遜漂流記
- 2005 — Луна тоже восходит[кит.] / The Moon Also Rises / 月光下，我記得
- 2013 — 27 градусов по Цельсию[кит.] / 27 °C — Loaf Rock / 世界第一麥方

### Актёр
- 1995 — Тропическая рыбка / Tropical Fish / 熱帶魚 — А Цин
- 1996 — Будда, благослови Америку[англ.] / Buddha Bless America / 太平．天國 — Линь Вэньшэн
- 1997 — Твоё и моё[англ.] / Yours and Mine / 我的神经病